# Kanasch
Kanasch (tschuwaschisch und russisch Канаш) ist eine russische Stadt in der Autonomen Republik Tschuwaschien innerhalb des Föderationskreises Wolga mit 45.607 Einwohnern (Stand 14. Oktober 2010). Sie bildet einen eigenständigen Stadtkreis und ist zugleich Verwaltungssitz des gleichnamigen Rajons Kanasch.
Die Stadt liegt am Nordabhang der Wolgahöhen, rund 800 km östlich von Moskau und 70 km südlich der Republikhauptstadt Tscheboksary. Die nächstgelegene Stadt ist Ziwilsk, 38 km nördlich von Kanasch entfernt.

## Geschichte

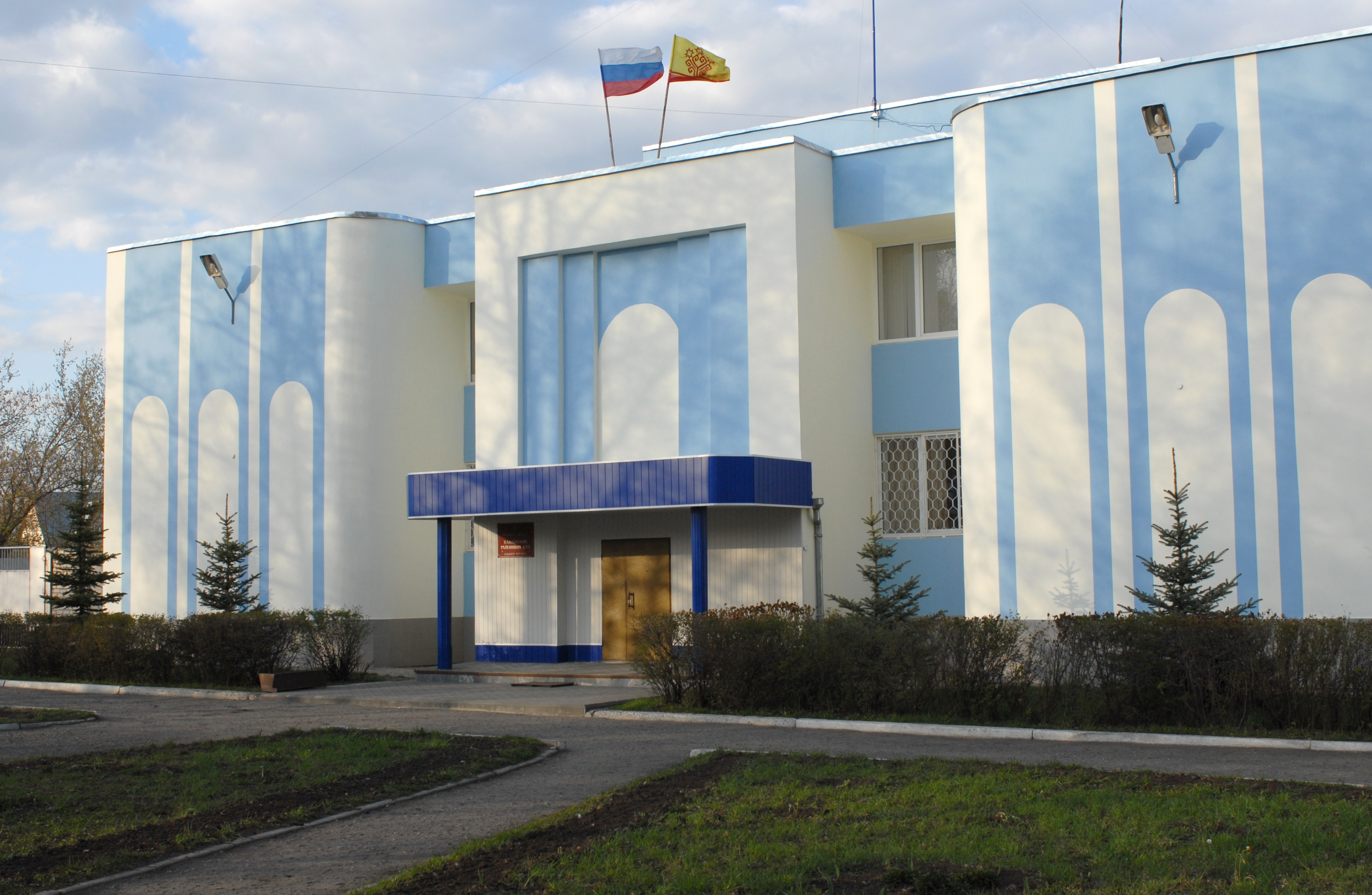
Stadtgericht von Kanasch

Kanasch entstand ab 1891 als Stationssiedlung namens Schichrany (Шихраны), die an der 1893 in Betrieb gegangenen Eisenbahnstrecke Moskau–Saransk–Kasan angelegt wurde. Der ursprüngliche Name des Ortes stammte von einem benachbarten Dorf. In den 1910er-Jahren war Schichrany dank dem Bahnhof bereits eine belebter Handelsort mit einer Vielzahl von Lagerhäusern. Aus dem späten 19. und frühen 20. Jahrhundert sind heute in Kanasch jedoch nur zwei Bauwerke erhalten geblieben: der Wasserturm und die ehemalige Lehrerbildungsanstalt.
1920 wurden sowohl der Bahnhof als auch die Siedlung in Kanasch umbenannt; das tschuwaschische Wort bedeutet „Rat“ bzw. hier in der ideologischen Bedeutung „Sowjet“. In den 1920ern setzte hier mit dem Bau eines Kraftwerks die Industrialisierung ein. 1925 erhielt Kanasch, inzwischen weit über 2000 Einwohner zählend, die Stadtrechte.
Mit der Errichtung einer Eisenbahnverbindung nach Tscheboksary Ende der 1930er-Jahre wurde Kanasch zu einem bedeutenden Eisenbahnknotenpunkt mit einem Bahnhof, der nun mehrere Strecken bediente und daher in den Zeiten des Zweiten Weltkrieges militärische Bedeutung hatte. In der Nachkriegszeit entstanden in Kanasch neue Industriebetriebe und der Bahnhof der Stadt wurde neu erbaut.
1958 kam es zum Flugunfall bei Kanasch.

### Bevölkerungsentwicklung
| Jahr | Einwohner |
| ---- | --------- |
| 1939 | 18.756    |
| 1959 | 33.638    |
| 1970 | 40.682    |
| 1979 | 46.923    |
| 1989 | 54.585    |
| 2002 | 50.593    |
| 2010 | 45.607    |

Anmerkung: Volkszählungsdaten

## Wirtschaft und Verkehr

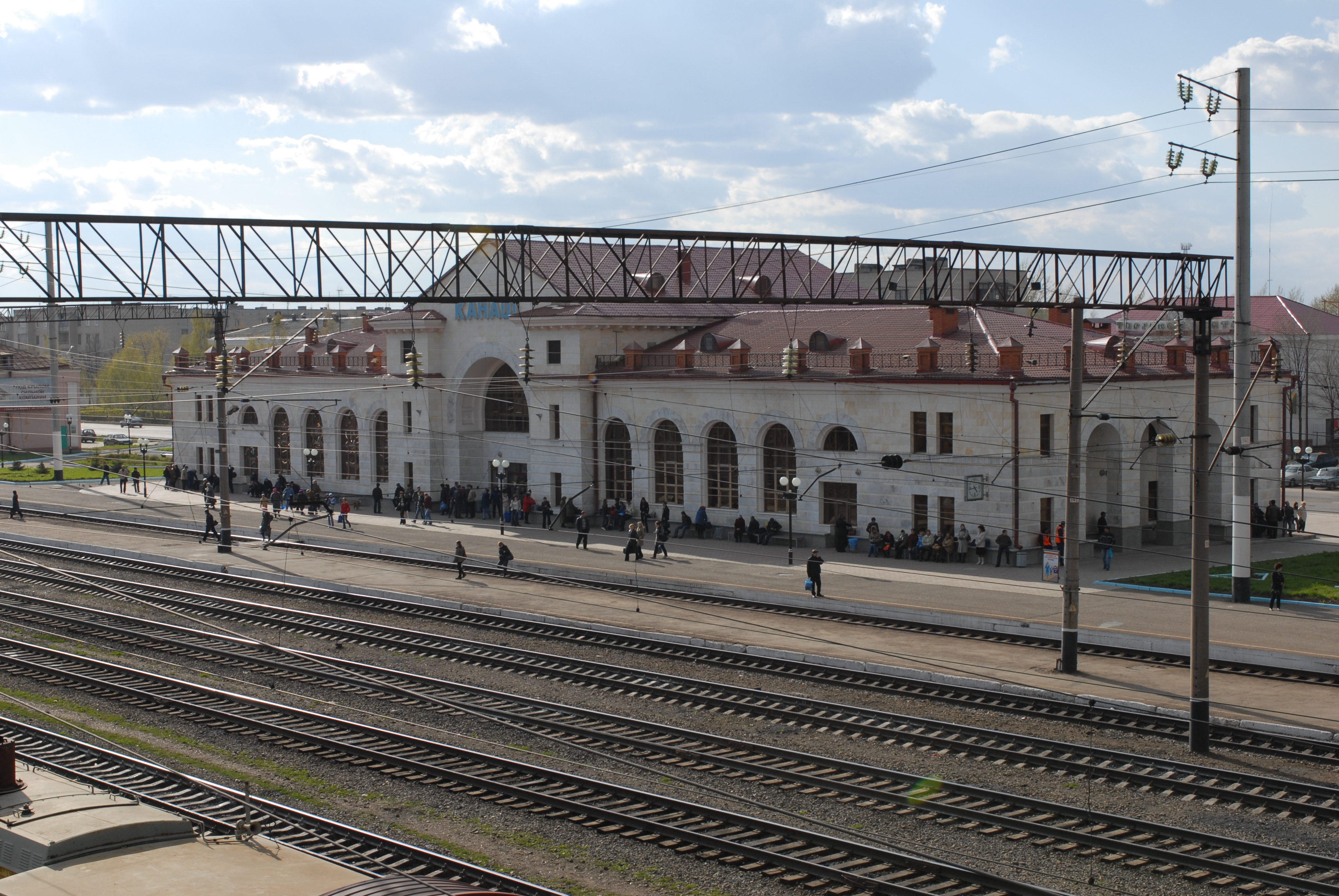
Bahnhof Kanasch

Metallverarbeitung und Maschinenbau sind heute die dominierenden Industriezweige. Daneben existieren ein polymerchemisches Werk sowie Nahrungs- und Genussmittel produzierende Betriebe.
Mit der Lage an der zentralen Bahnstrecke Moskau–Kasan und mehreren anderen Strecken gilt Kanasch bis heute als wichtiger Verkehrsknotenpunkt und „Eisenbahnhauptstadt Tschuwaschiens“. In der Stadt gibt es zudem ein großes Eisenbahnwaggon-Reparaturwerk. Straßenverbindungen bestehen von Kanasch aus unter anderem nach Tscheboksary, Kasan und Uljanowsk.

## Söhne und Töchter der Stadt
- Wjatscheslaw Muchanow (* 1956), russischer Astrophysiker, Kosmologe und Hochschullehrer